# Gara Târgu Frumos
Gara Târgu Frumos este o gară care deservește orașul Târgu Frumos, județul Iași, România.